# 高鷲町
高鷲町（たかわしちょう）は、大阪府南河内郡にあった町。現在の羽曳野市の北西端、近鉄南大阪線恵我ノ荘駅・高鷲駅の周辺にあたる。本項では町制施行以前にあった高鷲村（たかわしむら）についても述べる。

## 地理
- 河川：東除川

## 歴史
- 1889年（明治22年）4月1日 - 町村制の施行により、丹南郡南島泉村・南宮村・北宮村・西川村・丹下村・丹北郡島泉村・東大塚村の区域をもって丹南郡高鷲村が発足。
- 1896年（明治29年）4月1日 - 所属郡が南河内郡に変更。
- 1955年（昭和30年）4月1日 - 高鷲村が町制施行して高鷲町となる。
- 1956年（昭和31年）9月30日 - 古市町・埴生村・西浦村・駒ヶ谷村・丹比村と合併して南大阪町が発足。同日高鷲町廃止。

## 交通

### 鉄道路線
- 近畿日本鉄道
  - 南大阪線
    - 恵我ノ荘駅 - 高鷲駅

## 名所・旧跡・観光スポット・祭事・催事
- 河内大塚山古墳
- 島泉丸山古墳